# Ali Razmara
Sepahbod Haj Ali Razmara (in persiano حاجیعلی رزم‌آرا Ḥājī`alī Razmāra; Teheran, 30 marzo 1901 – Teheran, 7 marzo 1951) è stato un generale e politico iraniano, Primo ministro dal 1950 al 1951.

## Biografia
Generale dell'Esercito iraniano, Ali Razmara aveva frequentato l'Accademia militare francese di Saint-Cyr. Nel 1950 divenne Primo Ministro e fu assassinato nel 1951 da un fanatico religioso per impedire la ratifica della concessione petrolifera alla britannica APOC.
Il Generale Ali Razmara divenne Primo Ministro in una fase della storia persiana caratterizzata dalla controversia petrolifera. Il clero sciita (guidato dall'Ayatollah Kashani), la popolazione e parte del Parlamento Majlis guidata da Mohammad Mossadeq si opponevano al rinnovo della concessione petrolifera dell'Anglo Iranian Oil Company del 1933 perché ritenuta lesiva della sovranità e della dignità nazionali. D'intesa con l'Ambasciata britannica, lo Scià Mohammad Reza Pahlavi scelse allora come Primo Ministro un Generale, nella convinzione che un uomo forte sarebbe riuscito a far accettare al Paese il rinnovo della concessione dell'Anglo Iranian Oil Company (la futura British Petroleum). Secondo la storiografia ufficiale della British Petroleum, egli rappresentò "l'ultima chance per evitare la tragedia", ovvero la nazionalizzazione.
Ali Razmara riteneva che la prosecuzione della collaborazione con l'Inghilterra e con l'AIOC fossero essenziali per lo sviluppo dell'Iran e che, al contrario, una nazionalizzazione avrebbe provocato una dura reazione britannica dalle conseguenze incalcolabili. Egli sostenne quindi il rinnovo della concessione del 1933 sulla base dello studio di una Commissione tecnica. L'Ayatollah Kashani e Mohammad Mossadeq organizzarono una serie di manifestazioni di protesta. Ali Razmara fu assassinato all'uscita da una Moschea dal ventiseienne Khalil Tahmassebi, appartenente al gruppo dei Fedayn-e-Islam.

## La nazionalizzazione del petrolio
Dopo la sua morte il Majlis elesse all'unanimità Primo Ministro Mohammad Mossadeq, che nazionalizzò l'industria petrolifera avviando un duro confronto con l'Inghilterra: la Crisi di Abadan. Impossibilitato ad esportare il petrolio a causa del blocco navale inglese, l'Iran attraversa una fase di grave crisi economica e politica. Mossadeq sarà poi deposto nel 1953 da un Colpo di Stato organizzato con il sostegno dei servizi segreti inglesi e americani e denominato dalla CIA Operazione Ajax.